# Герб Венёвского района
Герб муниципального образования Венёвский район Тульской области Российской Федерации.
Герб Веневского района утверждён Решением Собрания представителей МО «Веневский район» от 15 ноября 2011 года № 25/192.
Герб района внесён в Государственный геральдический регистр под регистрационным номером 667.

## Описание герба
«В пересечённом и семикратно рассечённом поле с чередующимися зелёными и серебряными, без числа скошенными зеленью, частями — золотая хлебная мера».— Положение о гербе

## Описание символики
Герб муниципального образования представляет собой изображение золотой хлебной меры на геральдическом щите на фоне восьми чередующихся зелёных, и серебряных полос, перевитых зеленью, в верхней половине щита и таких же полос, но противоположного цвета, в нижней половине.
Золотая хлебная мера символизирует историю района, его экологическую чистоту, богатство недр, плодородие земель, наличие лесов и угодий, большие боевые и трудовые традиции жителей района.
В гербе использованы цвета условной геральдической палитры: зелень, серебро и золото.
— Зелёный цвет символизирует надежду, изобилие, свободу; в гербе указывает на обилие лесов, девственную природу, плодородность земли района и развитое сельское хозяйство.
— Серебро — символ чистоты, добра, справедливости, благородства, светлых помыслов и намерений.
— Золото — символ могущества, богатства, надежды и солнечного света, указывает на богатство природы и недр Веневского района.
— Корона, венчающая герб — указывает, на статус владельца герба, как муниципального района".

## История герба

Герб Венёва (1778 год)

Исторический герб Венёва был Высочайше утверждён 8 (19) марта 1778 года императрицей Екатериной II вместе с другими гербами городов Тульского наместничества (ПСЗ, 1778, Закон № 14717)
Подлинное описание герба Венёва гласило:

« Восемь перпендикулярныхъ полосъ зеленыхъ, перевитыхъ серебромъ и серебреныхъ чрезъ одну до половины щита простирающихся, а другая половина такіе же полосы, но противнаго положенія съ верхними; въ середкѣ хлѣбная златая мѣра, изъявляющая хлѣбный торгъ сего города».
Герб Венёва был составлен в Герольдмейстерской конторе под руководством герольдмейстера князя М. М. Щербатова.
В 1863 году, в период геральдической реформы Кёне, был разработан проект нового герба уездного города Венёва Тульской губернии (официально не утверждён):
«8 зеленых и серебряных полос, переменяющих металл и цвет с середины и золотая хлебная мера в середине. В вольной части герб Тульской губернии. Щит увенчан серебряной стенчатой короной и окружён золотыми колосьями, соединёнными Александровской лентой».
В советский период исторический герб Венёва не использовался.
3 июня 1999 года был утверждён герб Венёвского района. Герб почти полностью повторял исторический герб Венёва 1778 года. После внесения некоторых изменений 23 августа 2000 года герб получил следующее описание: «В пересечённом и семикратно рассечённом щите с серебряными и зелёными, узко перевитыми серебром частями — золотая хлебная мера».
Именно этот вариант герба был внесён в государственный геральдический регистр.
Некоторое время город Венёв и район составляли единое муниципальное образование «Венёвский район», позже город Венёв стал частью Венёвского муниципального района.
15 ноября 2011 года Решением Собрания представителей МО «Венёвский район» был утверждён новый вариант герба Венёвского района.
Решения Веневского районного Совета от 03.06.1999 г. № 12/127 «О гербе-символе муниципального образования Веневский район Тульской области» и от 23.08.2000 г. № 27/214 "О внесении изменения в приложение к решению Веневского районного Совета № 12/127 от 03.06.1999 г. «О гербе-символе муниципального образования Веневский район Тульской области» были признаны утратившими силу.
Новый, ныне действующий вариант герба Венёвского района создан на основе исторического герба Венёва, но имеет свои отличия — цвета полос поменялись местами, серебряные полосы стали перевиты без числа скошенными зеленью. Герб увенчала статусная корона.